# Kommunaler Friedhof (Cieszyn)

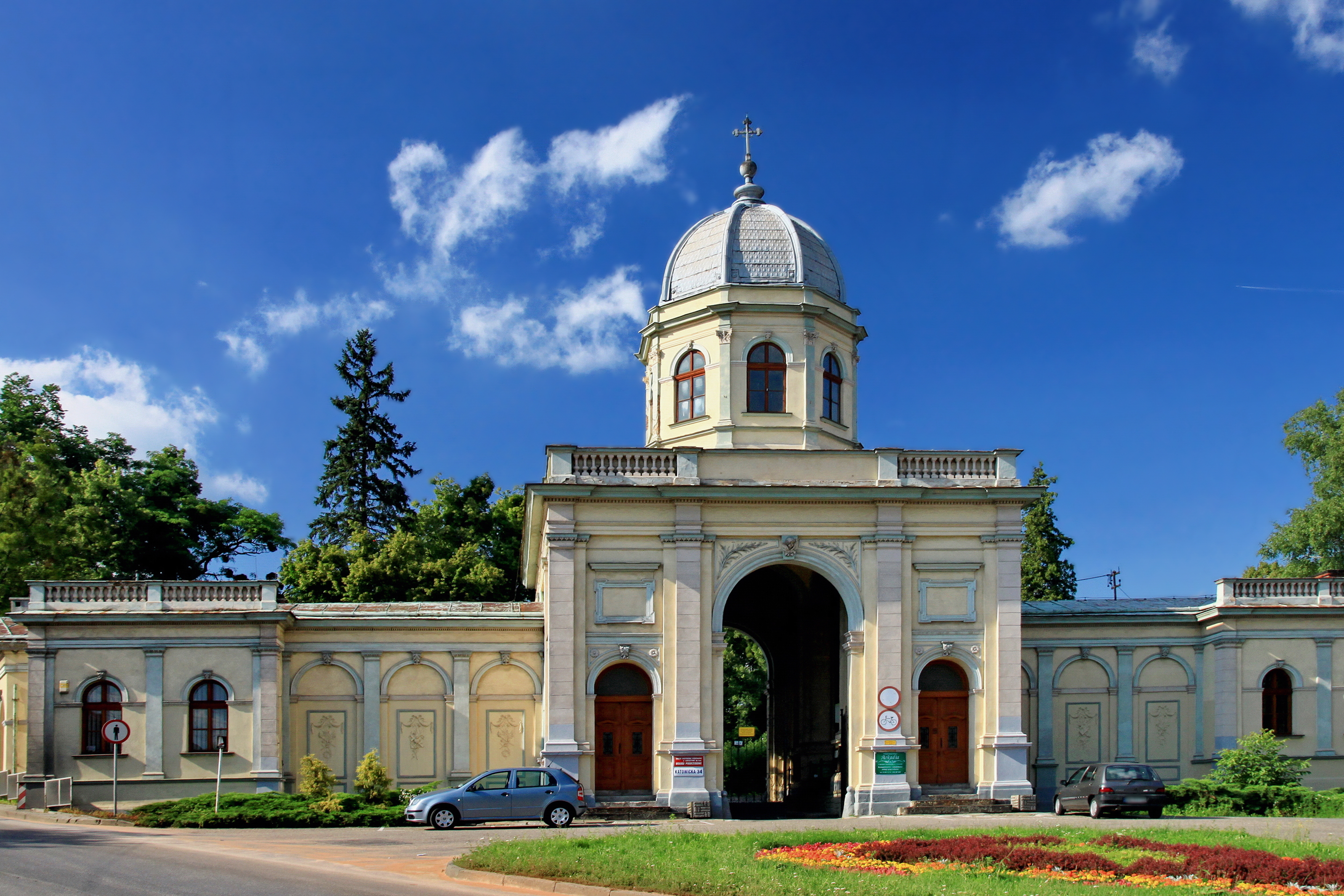
Eingangstor

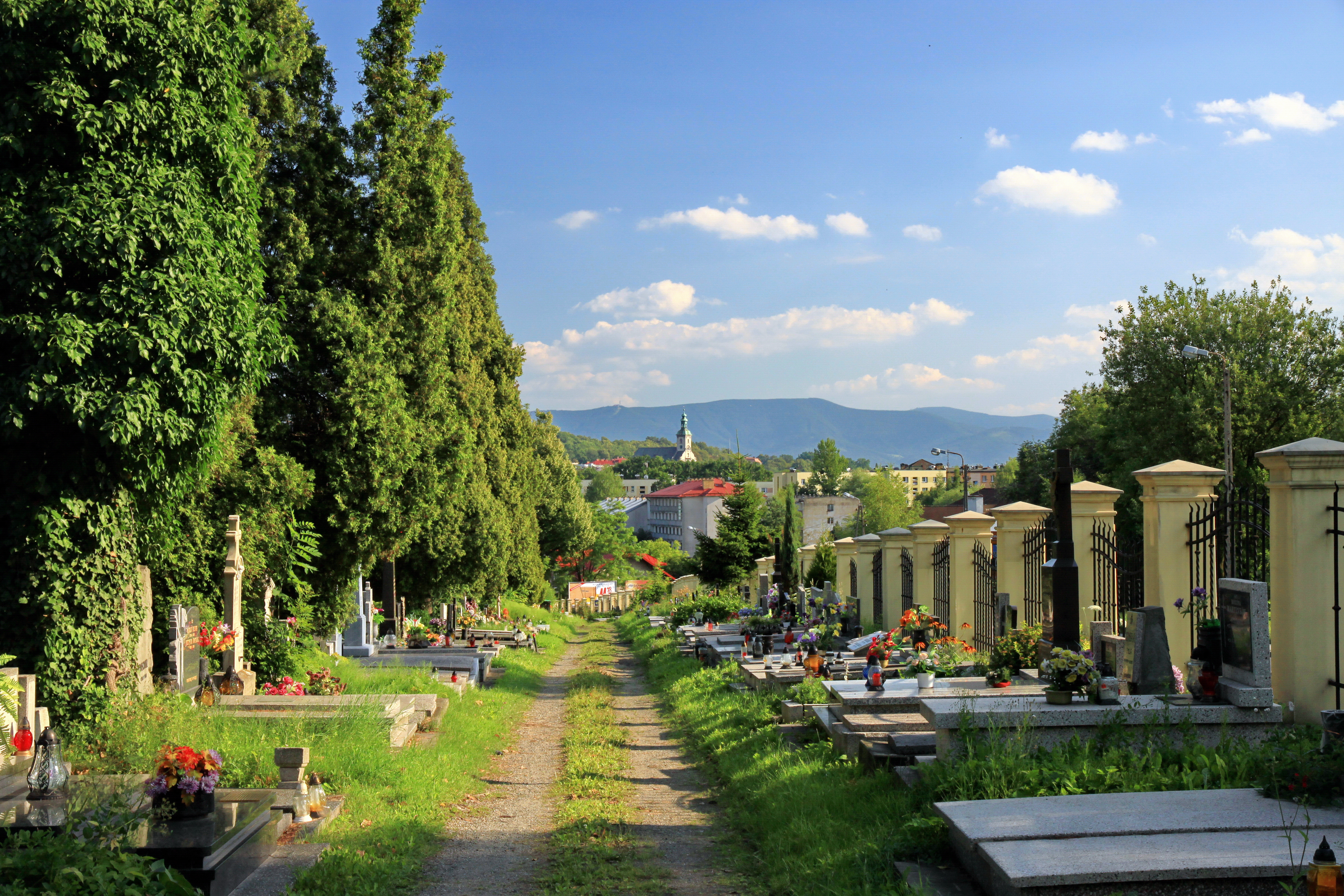
Gräber

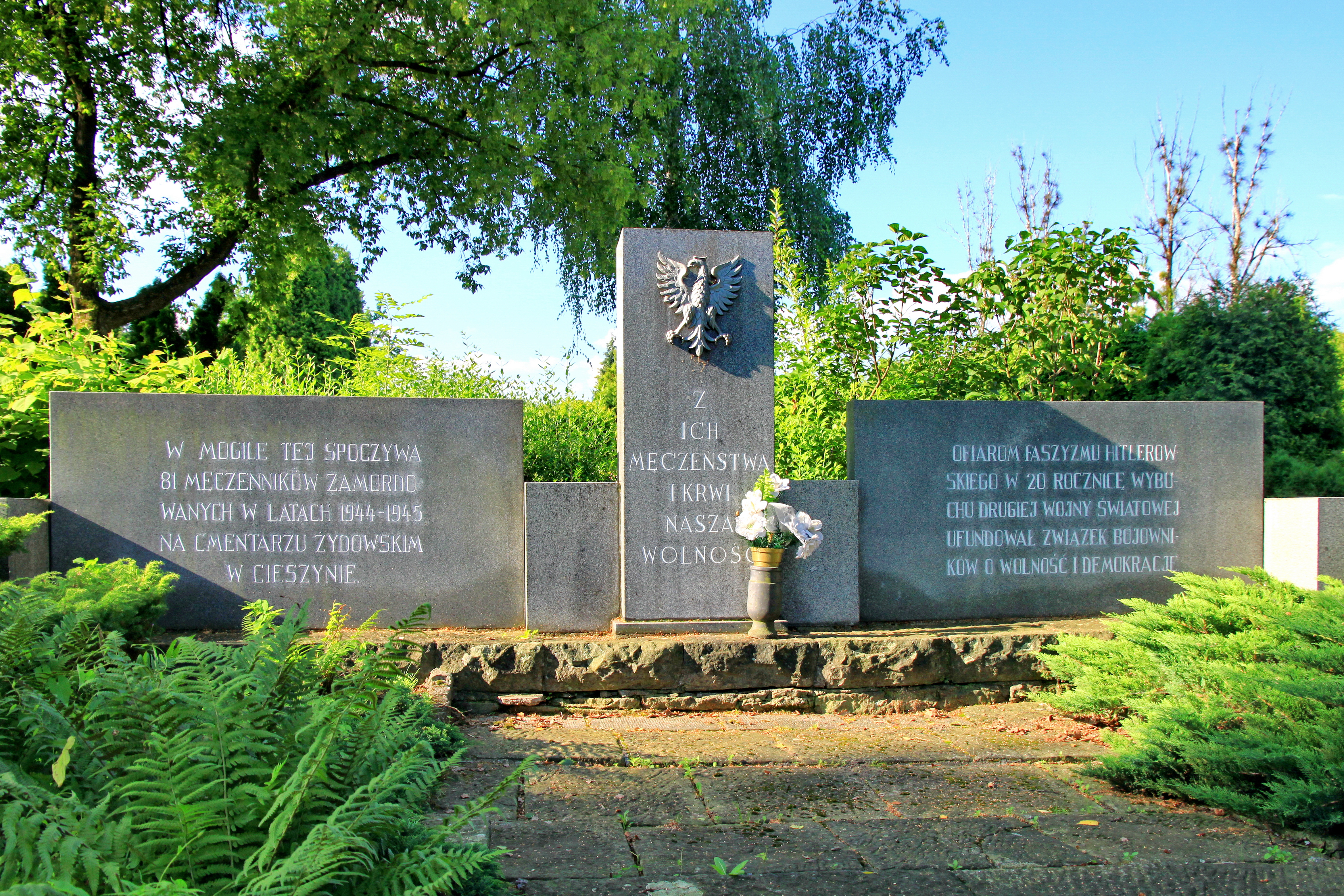
Massengrab der Opfer der NS-Besetzung

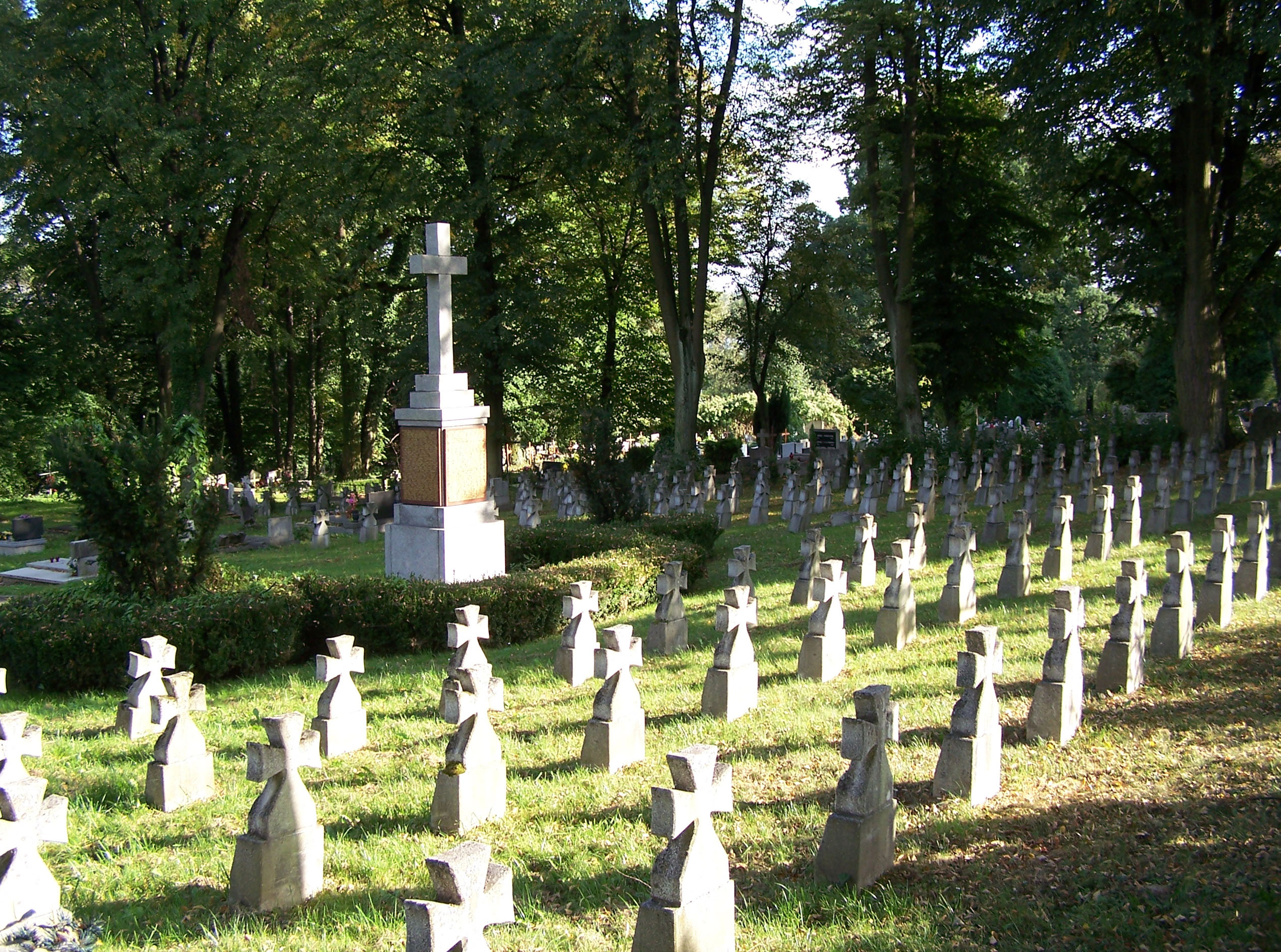
Soldatenfriedhof der Weltkriege

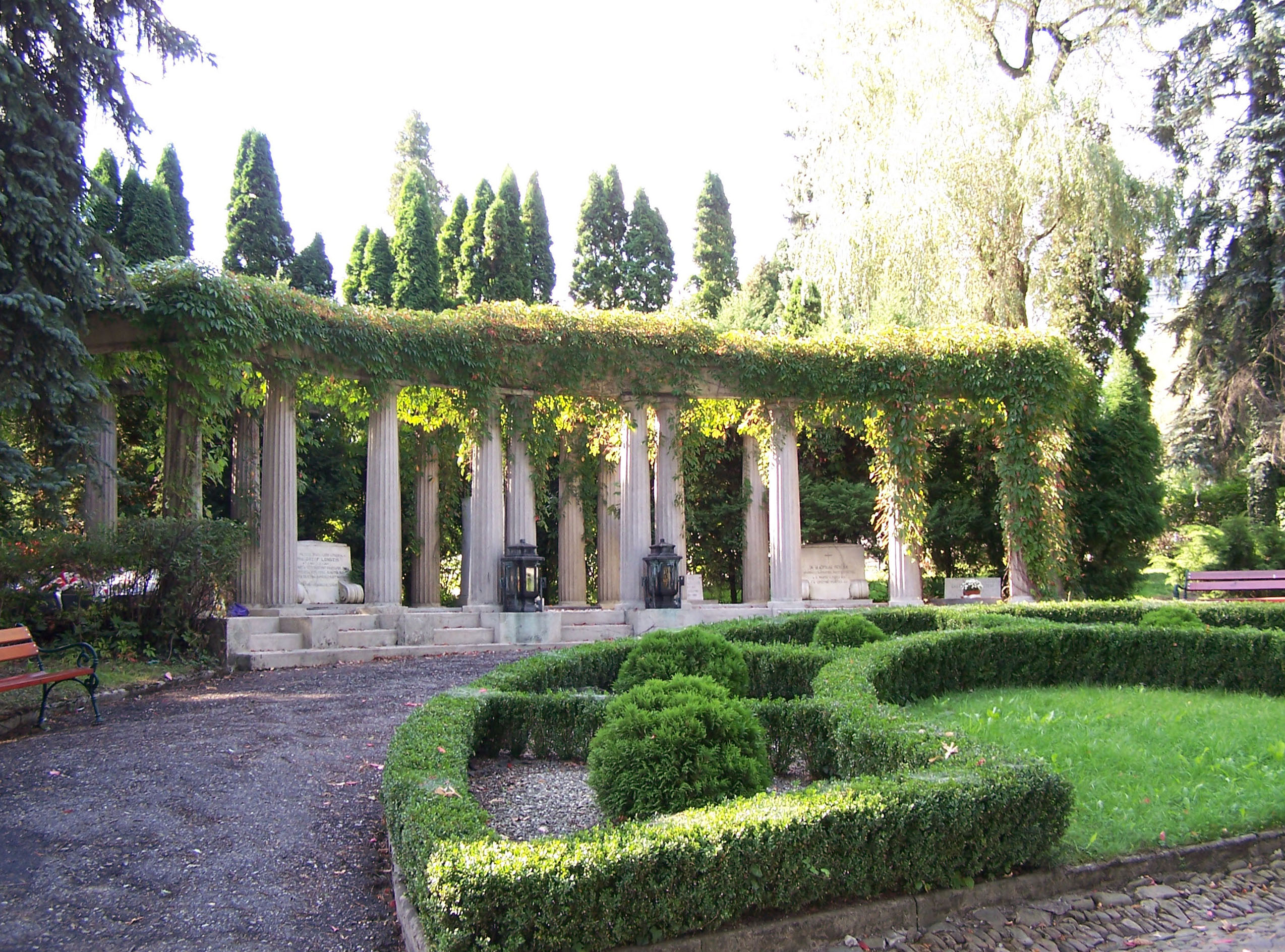
Ehrenmal

Der Kommunale Friedhof (polnisch Cmentarz komunalny) ist ein Friedhof in Cieszyn und wurde 1891 an der nördlichen Stadtgrenze eingerichtet, als der Alte Friedhof an der Georgskirche zu klein wurde. Bestattungen finden hier weiterhin statt. Der Friedhof wird von der Stadt Cieszyn verwaltet und befindet sich an der ulica Bielska nördlich der Altstadt. Er ist mittlerweile mit 6,94 ha der größte Friedhof der Stadt.
Auf dem Friedhof befinden sich auch ein Massengrab der Opfer der NS-Besetzung sowie Soldatenfriedhöfe beider Weltkriege.
Der Friedhof steht unter Denkmalschutz.

## Gräber von bekannten Verstorbenen
Es ruhen hier unter anderen:
- Ludwik Brożek
- Johann Demel von Elswehr (1825–1892)
- Jan Foltyn
- Józef Londzin (1863–1929)
- Karol Miarka
- Jan Michejda (1853–1927)
- Gustaw Morcinek (1891–1963)
- Franciszek Popiołek
- Tadeusz Reger (1872–1938)
- Jadwiga Smykowska
- Paweł Stalmach (1824–1891)
- Ignacy Świeży
- Helena Tichy
- Maria Wardasówna
- Wincenty Zając

## Galerie

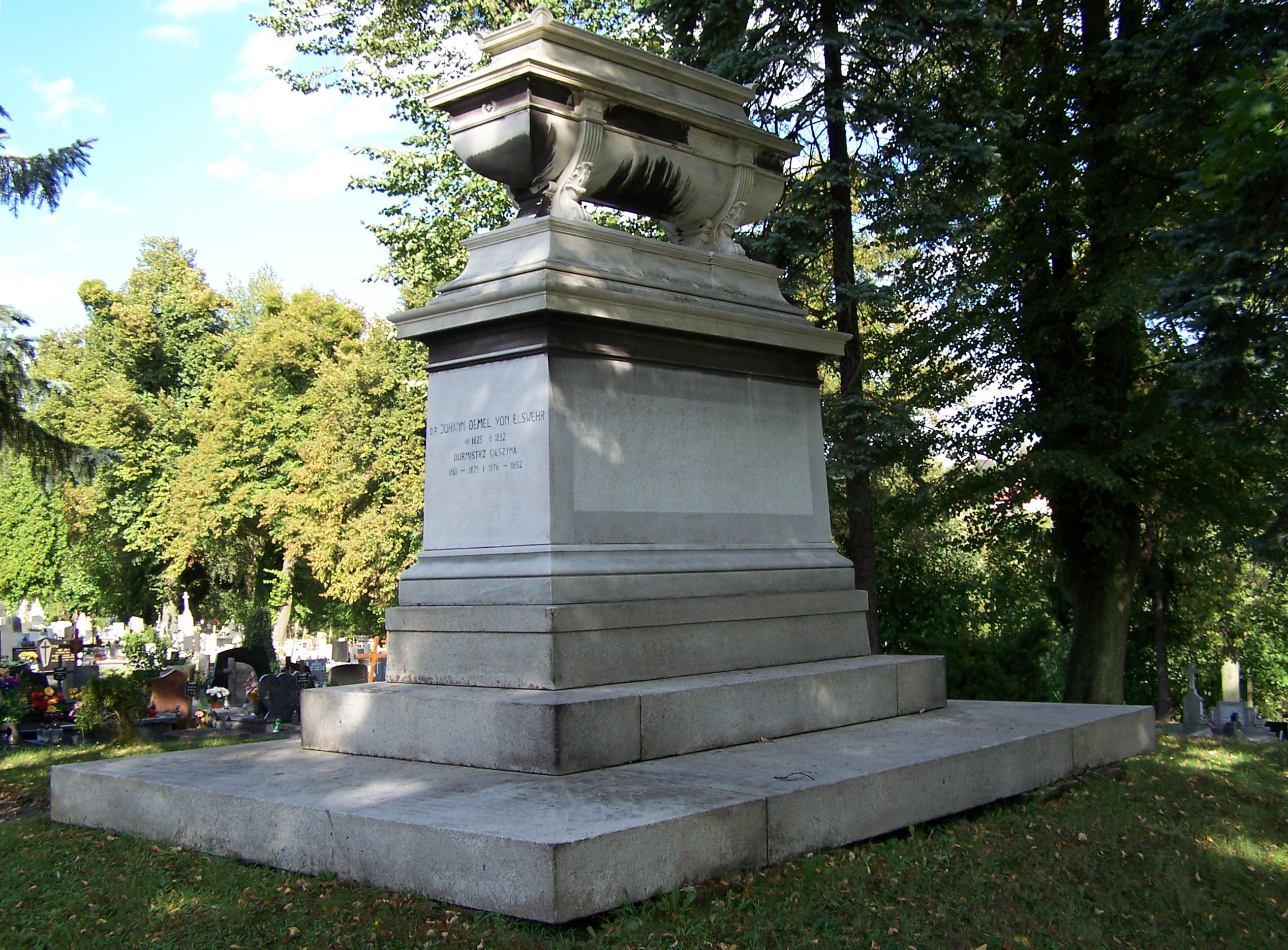
Grabmal von Johann Demel
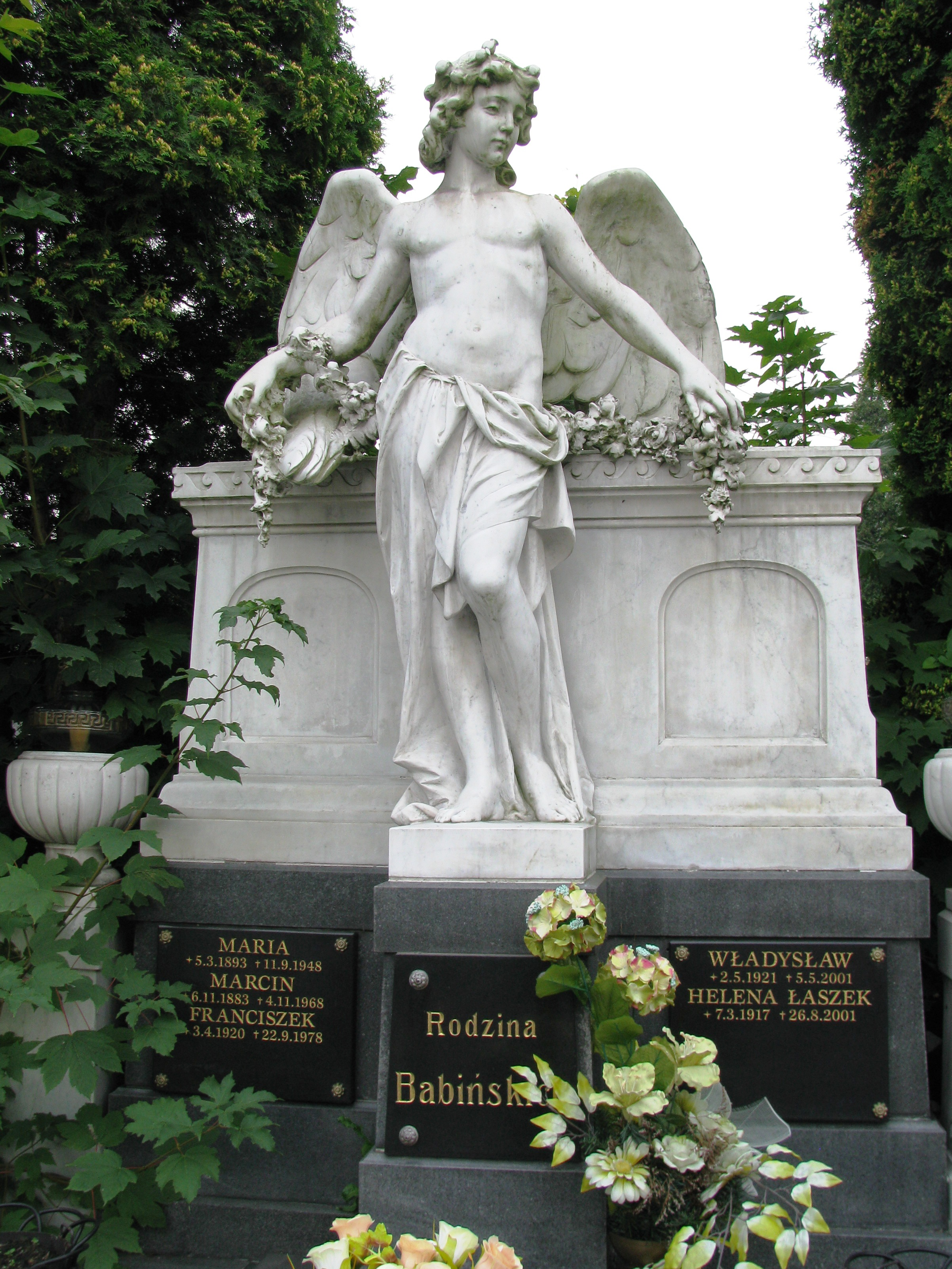
Grabmal
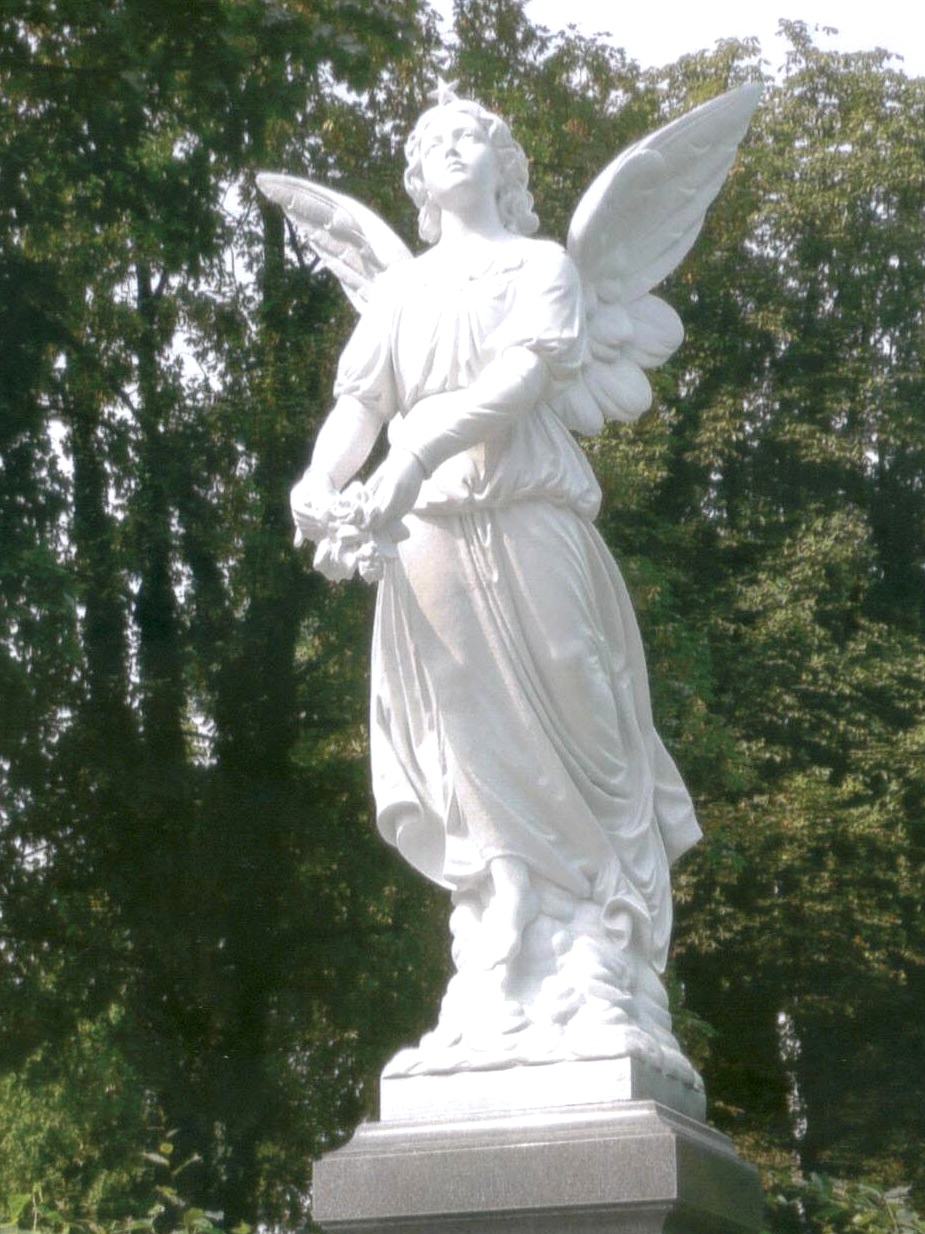
Grabmal
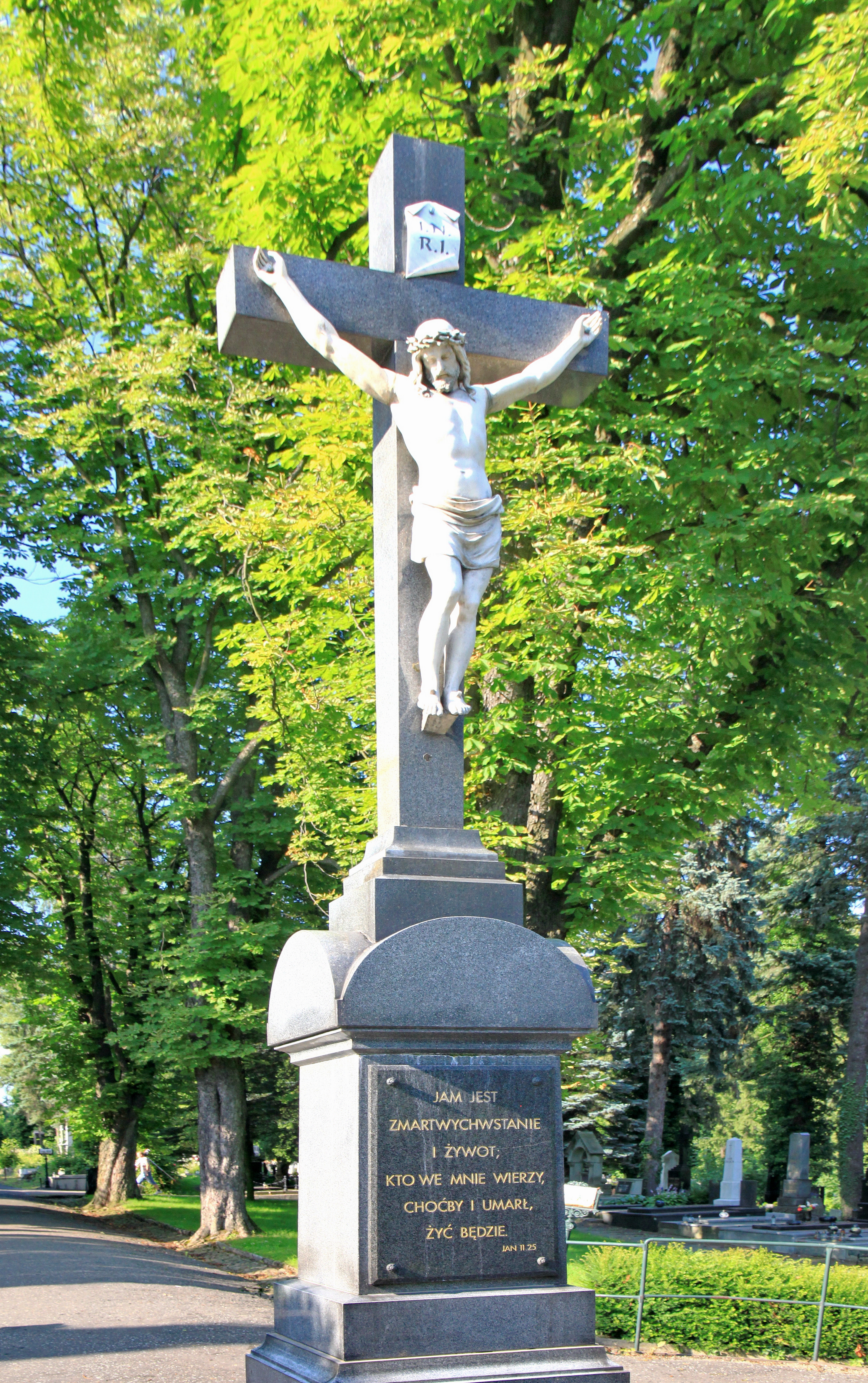
Kruzifix

## Nachweise
- Witold Iwanek, Cieszyńskie nekropole, „Kalendarz Cieszyński 1990“, Cieszyn 1989, S. 90–91.